# Clifton (Queensland)
Pour les articles homonymes, voir Clifton.
Clifton (1 067 habitants) est un village d'Australie situé dans le sud-est du Queensland, à 179 km au sud-est de Brisbane.